# Myrceugenia obtusa
Myrceugenia obtusa är en myrtenväxtart som först beskrevs av Dc., och fick sitt nu gällande namn av Otto Karl Berg. Myrceugenia obtusa ingår i släktet Myrceugenia och familjen myrtenväxter. Inga underarter finns listade i Catalogue of Life.